# Mercedes-Benz C111
Mercedes-Benz C111 var et eksperiment fra Mercedes-Benz om at skabe en sportsvogn med centermotor. Ideen om sportsvogn med centermotor stammer tilbage fra 1960'erne. Mercedes-Benz havde i den samme periode fået licens fra NSU til at bygge wankelmotorer med over 50 hk. Dog brugte denne type motor 33 procent mere brændstof, og levetiden var kortere end på den eksisterende Mercedes-Benz 6-cylindrede motor.
Den første bil stod færdig i 1969 og blev fremvist samme år på bilmessen i Frankfurt. Bilen var bygget i glasfiber-armeret plastic og havde en Mercedes-Benz M950 motor.
- Wikimedia Commons har flere filer relateret til Mercedes-Benz C111

| Stub | Spire Denne bilrelaterede artikel er en spire som bør udbygges. Du er velkommen til at hjælpe Wikipedia ved at udvide den. |